# Cimitirul Bellu Catolic
Cimitirul Bellu Catolic este un cimitir din București, România, adiacent cu Cimitirul Bellu Ortodox.

## Localizare
Este situat la intersecția Șoselelor Giurgiului, Olteniței, Viilor și Căii Șerban Vodă. 

## Personalități înmormântate
- Ludovic Mrazec (1867-1944) - om de știință român
- Iuliu Hossu (1885-1970) - cardinal și episcop român greco-catolic de Cluj-Gherla
- Nicolae Tăutu (1919-1972) - prozator, poet, jurnalist militar
- Radu Gyr (1905-1975) - poet, dramaturg, eseist și ziarist român
- Corneliu Coposu (1914-1995) - politician român
- Andrei Ciurunga (1920-2004) - poet, memorialist, deținut politic   român
- Gheorghe Șimonca (1936-2005) - actor român
- Adrian Pintea (1954-2007) - actor român
- Clody Bertola (1913-2007) - actriță română
- Florin Bogardo (1942-2009) - compozitor, cântăreț, inginer de sunet
- Dan Claudiu Vornicelu (1973-2010) - violonist
- Dan Iagnov (1935-2012) - compozitor român de muzică pop
- Emil Hossu (1941-2012) - actor român
- Ioan Kuki Tripa (1970-2015) - arhitect
- Gheorghe Palcu (1942-2021) - artist muzical și realizator TV
- Constantin Ionel Călin (1943-2012) - cântăreț român
- Ion Roxin (1938-2023) - actor român
- Rona Hartner (1973-2023) - cântăreață și actriță română
- Ion Onoriu (1937-1998) - acordeonist român
- Julieta Szönyi (1949-2025) - actriță română

## Galerie

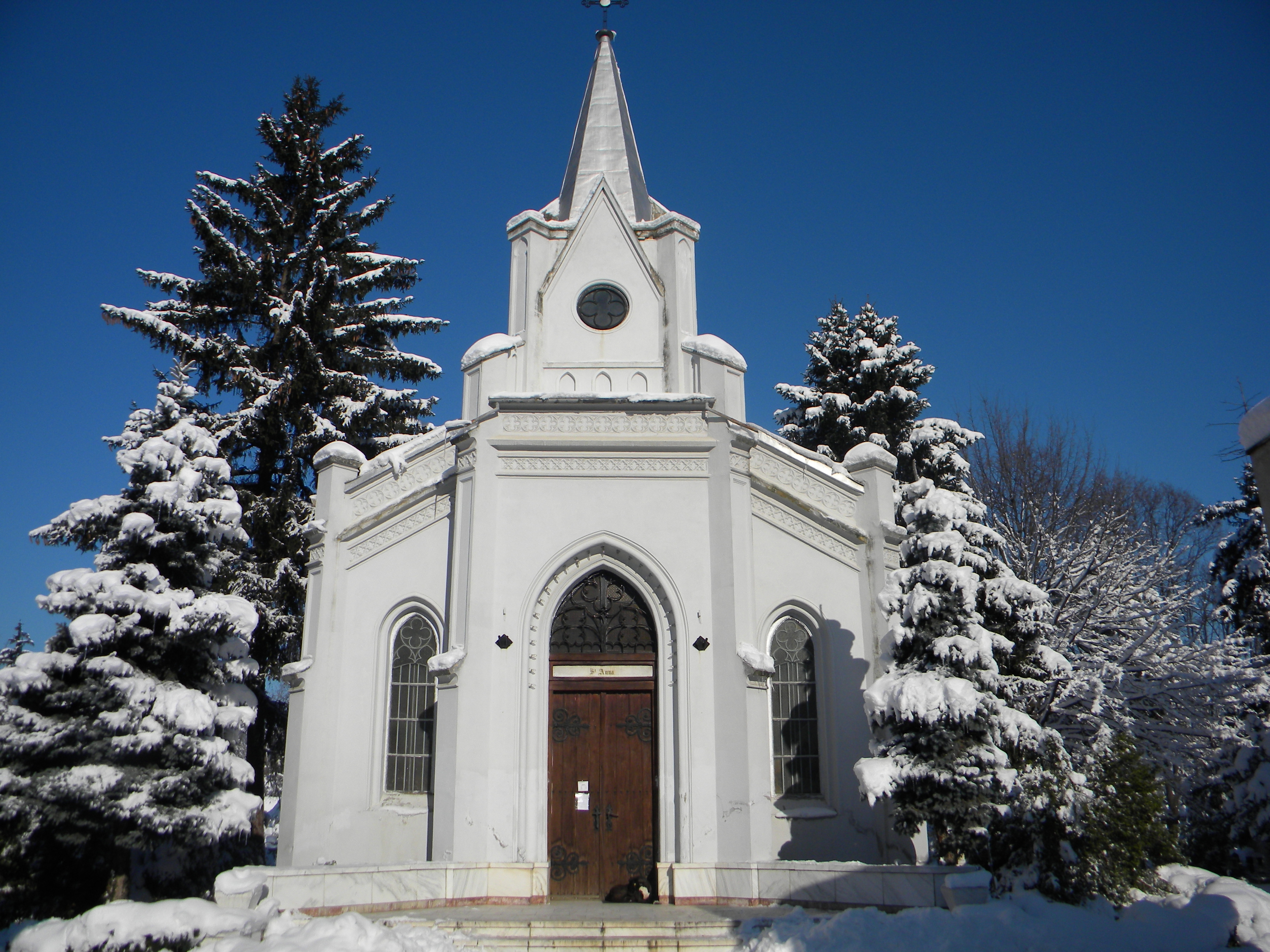
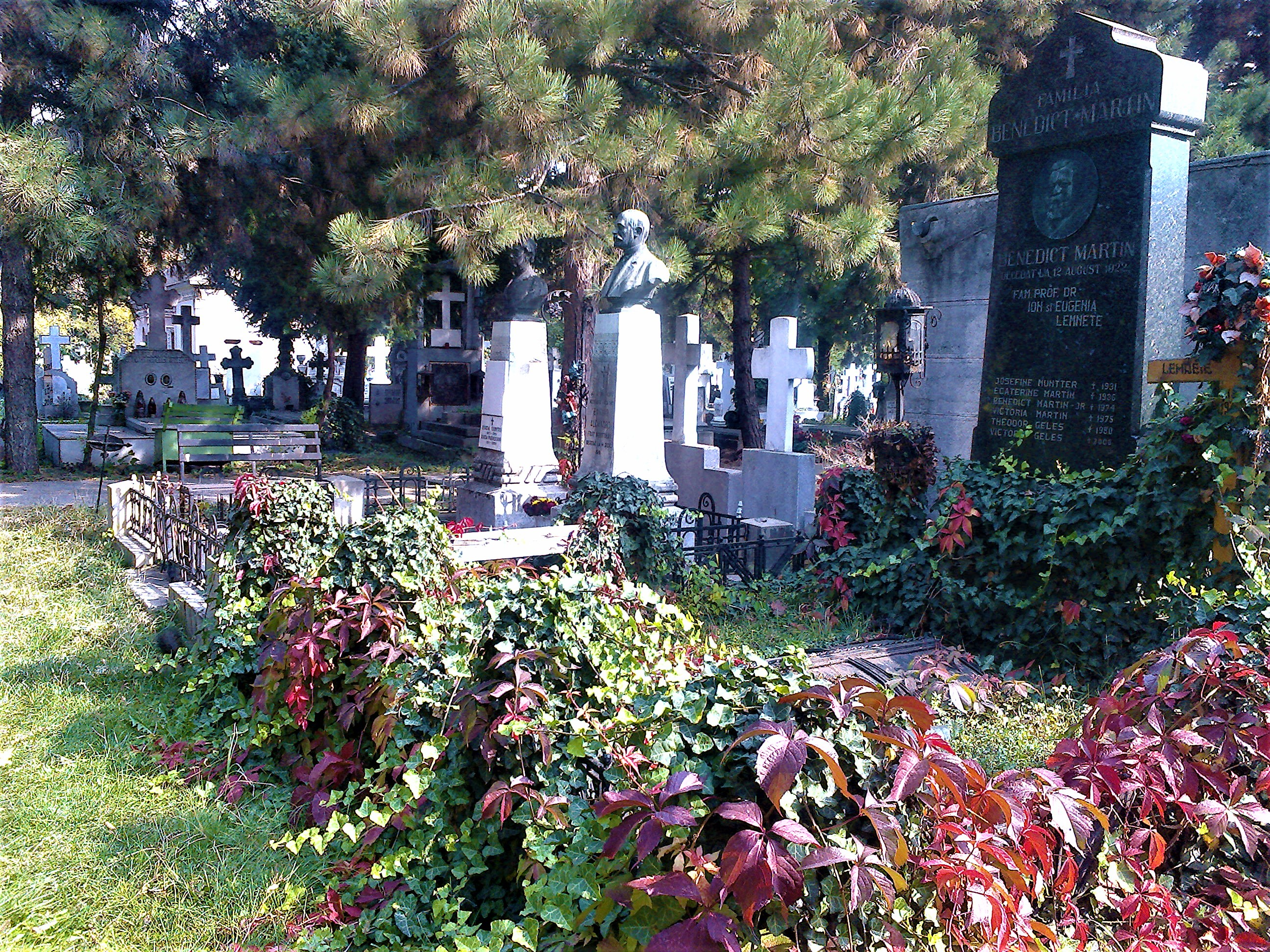
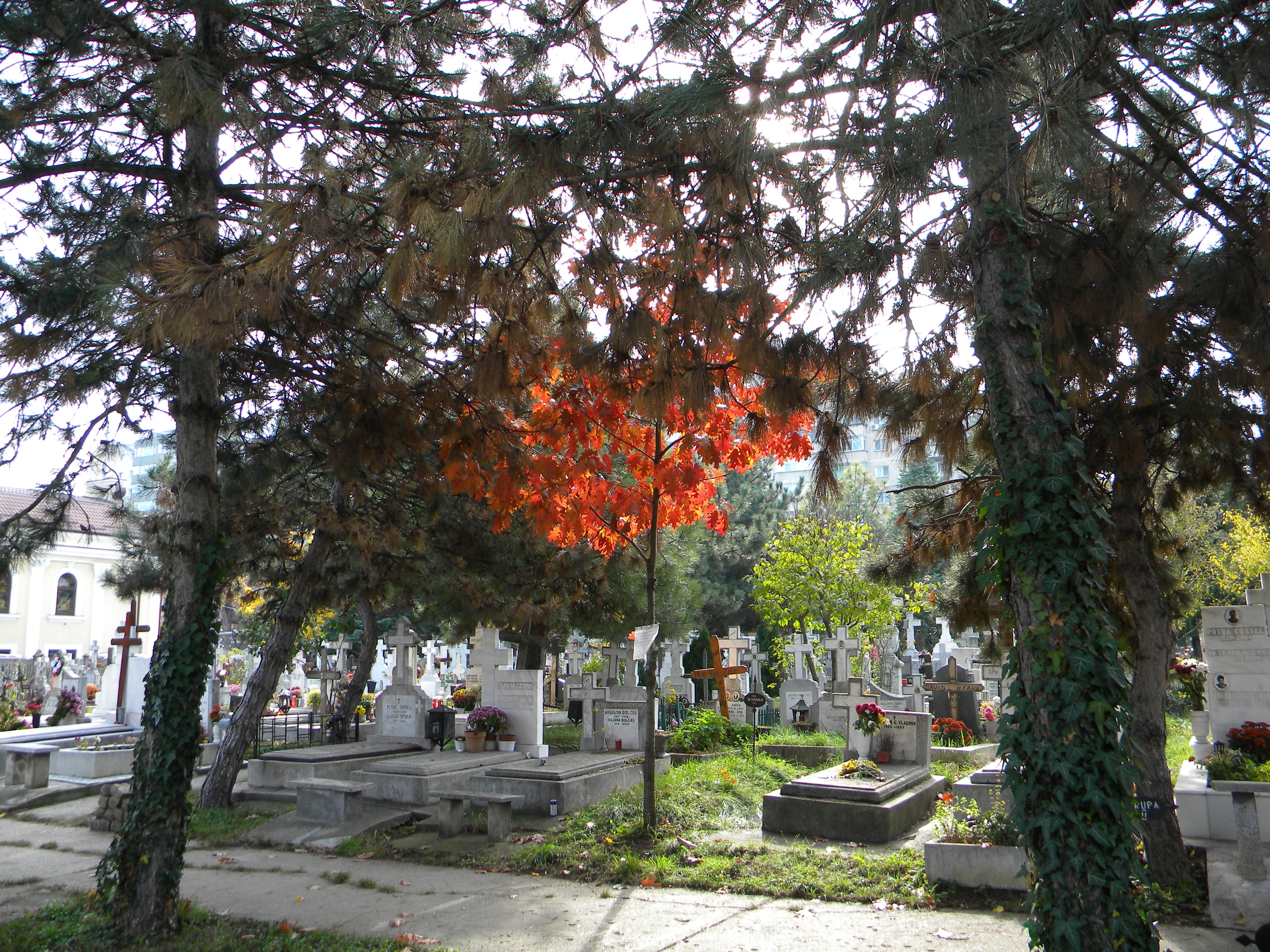